# ديفونياك سبرنغز
ديفونياك سبرنغز (بالإنجليزية: DeFuniak Springs)‏ هي مدينة أمريكية تقع في ولاية فلوريدا. تبلغ مساحة هذه المدينة 29.1 (كم²)،ويبلغ عدد سكانها 5089 نسمة حسب إحصاء سنة 2010 م 5089.تشير إحصاءات سنة 2000م بأن الكثافة السكانية في هذه المدينة تقدر بـ(174.9) نسمة/كم2 

## التركيبة السكانية
حدّد مكتب تعداد الولايات المتحدة بيانات التركيبة السكانية لديفونياك سبرنغز في تعداد الولايات المتحدة. في ما يلي، التركيبة السكانية حسب تعدادي 2000 و2010.

### تعداد عام 2000
بلغ عدد سكان ديفونياك سبرنغز 5,089 نسمة بحسب تعداد عام 2000، وبلغ عدد الأسر 2,105 أسرة وعدد العائلات 1,325 عائلة مقيمة في المدينة. في حين سجلت الكثافة السكانية 137.4 نسمة لكل كيلومتر مربع (355.9/ميل2). وبلغ عدد الوحدات السكنية 2,464 وحدة بمتوسط كثافة قدره 66.5 لكل كيلومتر مربع (172.2/ميل2).
وتوزع التركيب العرقي للمدينة بنسبة 71.78% من البيض و22.99% من الأمريكيين الأفارقة و1% من الأمريكيين الأصليين و0.51% من الأمريكيين ذوي الأصول الآسيوية و0.08% من سكان جزر المحيط الهادئ و1.81% من الأعراق الأخرى و1.83% من عرقين مختلطين أو أكثر و3.30% من الهسبانيون أو اللاتينيون من أي عرق.
بلغ عدد الأسر 2,105 أسرة كانت نسبة 31.4% منها لديها أطفال تحت سن الثامنة عشر تعيش معهم، وبلغت نسبة الأزواج القاطنين مع بعضهم البعض 40.7% من أصل المجموع الكلي للأسر، ونسبة 18.4% من الأسر كان لديها معيلات من الإناث دون وجود شريك، بينما كانت نسبة 3.9% من الأسر لديها معيلون من الذكور دون وجود شريكة وكانت نسبة 37.1% من غير العائلات. تألفت نسبة 33.5% من أصل جميع الأسر من عدة أفراد يعيشون في نفس المنزل ونسبة 16.2% كانت تتألف من شخص يعيش بمفرده يبلغ من العمر 65 عاماً أو أكثر. وبلغ متوسط حجم الأسرة المعيشية 2.30، أما متوسط حجم العائلات فبلغ 2.91.
بلغ العمر الوسطي للسكان 40.3 عاماً. وكانت نسبة 23.6% من القاطنين تحت سن الثامنة عشر، وكانت نسبة 8.1% بين الثامنة عشر والرابعة والعشرين عاماً، ونسبة 23.2% كانت واقعةً في الفئة العمرية ما بين الخامسة والعشرين والرابعة والأربعين عاماً، ونسبة 21.9% كانت ما بين الخامسة والأربعين والرابعة والستين، ونسبة 18.3% كانت ضمن فئة الخامسة والستين عاماً فما فوق. يوجد لكل 100 أنثى 84.3 ذكر، ويوجد لكل 100 أنثى في الثامنة عشر من عمرها فما فوق 77.6 ذكر.
بلغ متوسط دخل الأسرة في المدينة 24,516 دولارًا، أما متوسط دخل العائلة فبلغ 28,750 دولارًا. وكان متوسط دخل الذكور 24,219 دولارًا مقابل 19,255 دولارًا للإناث. وسجل دخل الفرد الخاص بالمدينة 13,298 دولارًا. وكانت نسبة 18.2% من العائلات ونسبة 18.4% من السكان تحت خط الفقر، وكان من هؤلاء نسبة 27.6% تحت سن الثامنة عشر ونسبة 9.3% في الخامسة والستين من العمر وما فوق.

### تعداد عام 2010
بلغ عدد سكان ديفونياك سبرنغز 5,177 نسمة بحسب تعداد عام 2010، وبلغ عدد الأسر 2,160 أسرة وعدد العائلات 1,325 عائلة مقيمة في المدينة. في حين سجلت الكثافة السكانية 139.8 نسمة لكل كيلومتر مربع (362.1/ميل2). وبلغ عدد الوحدات السكنية 2,713 وحدة بمتوسط كثافة قدره 73.3 لكل كيلومتر مربع (189.8/ميل2).
وتوزع التركيب العرقي للمدينة بنسبة 70.72% من البيض و20.38% من الأمريكيين الأفارقة و0.70% من الأمريكيين الأصليين و0.75% من الأمريكيين ذوي الأصول الآسيوية و0.31% من سكان جزر المحيط الهادئ و4.23% من الأعراق الأخرى و2.92% من عرقين مختلطين أو أكثر و7.48% من الهسبانيون أو اللاتينيون من أي عرق.
بلغ عدد الأسر 2,160 أسرة كانت نسبة 30.4% منها لديها أطفال تحت سن الثامنة عشر تعيش معهم، وبلغت نسبة الأزواج القاطنين مع بعضهم البعض 37.5% من أصل المجموع الكلي للأسر، ونسبة 19.6% من الأسر كان لديها معيلات من الإناث دون وجود شريك، بينما كانت نسبة 4.2% من الأسر لديها معيلون من الذكور دون وجود شريكة وكانت نسبة 38.7% من غير العائلات. تألفت نسبة 34.2% من أصل جميع الأسر من عدة أفراد يعيشون في نفس المنزل ونسبة 16.7% كانت تتألف من شخص يعيش بمفرده يبلغ من العمر 65 عاماً أو أكثر. وبلغ متوسط حجم الأسرة المعيشية 2.33، أما متوسط حجم العائلات فبلغ 2.96.
بلغ العمر الوسطي للسكان 40.2 عاماً. وكانت نسبة 24.1% من القاطنين تحت سن الثامنة عشر، وكانت نسبة 9% بين الثامنة عشر والرابعة والعشرين عاماً، ونسبة 21.5% كانت واقعةً في الفئة العمرية ما بين الخامسة والعشرين والرابعة والأربعين عاماً، ونسبة 25.2% كانت ما بين الخامسة والأربعين والرابعة والستين، ونسبة 20.2% كانت ضمن فئة الخامسة والستين عاماً فما فوق. وتوزع التركيب الجنسي للسكان بنسبة 46.4% ذكور و53.6% إناث.

## المناخ
يظهر الجدول التالي التغييرات المناخية على مدار السنة لديفونياك سبرنغز:
| البيانات المناخية لـديفونياك سبرنغز | البيانات المناخية لـديفونياك سبرنغز | البيانات المناخية لـديفونياك سبرنغز | البيانات المناخية لـديفونياك سبرنغز | البيانات المناخية لـديفونياك سبرنغز | البيانات المناخية لـديفونياك سبرنغز | البيانات المناخية لـديفونياك سبرنغز | البيانات المناخية لـديفونياك سبرنغز | البيانات المناخية لـديفونياك سبرنغز | البيانات المناخية لـديفونياك سبرنغز | البيانات المناخية لـديفونياك سبرنغز | البيانات المناخية لـديفونياك سبرنغز | البيانات المناخية لـديفونياك سبرنغز | البيانات المناخية لـديفونياك سبرنغز |
| الشهر                               | يناير                               | فبراير                              | مارس                                | أبريل                               | مايو                                | يونيو                               | يوليو                               | أغسطس                               | سبتمبر                              | أكتوبر                              | نوفمبر                              | ديسمبر                              | المعدل السنوي                       |
| ----------------------------------- | ----------------------------------- | ----------------------------------- | ----------------------------------- | ----------------------------------- | ----------------------------------- | ----------------------------------- | ----------------------------------- | ----------------------------------- | ----------------------------------- | ----------------------------------- | ----------------------------------- | ----------------------------------- | ----------------------------------- |
| الدرجة القصوى °ف (°م)               | 84 (29)                             | 86 (30)                             | 90 (32)                             | 96 (36)                             | 102 (39)                            | 104 (40)                            | 105 (41)                            | 104 (40)                            | 101 (38)                            | 97 (36)                             | 89 (32)                             | 83 (28)                             | 105 (41)                            |
| متوسط درجة الحرارة الكبرى °ف (°م)   | 61 (16)                             | 65 (18)                             | 71 (22)                             | 78 (26)                             | 85 (29)                             | 90 (32)                             | 91 (33)                             | 91 (33)                             | 88 (31)                             | 80 (27)                             | 71 (22)                             | 63 (17)                             | 78 (26)                             |
| متوسط درجة الحرارة الصغرى °ف (°م)   | 36 (2)                              | 40 (4)                              | 46 (8)                              | 52 (11)                             | 60 (16)                             | 67 (19)                             | 70 (21)                             | 70 (21)                             | 65 (18)                             | 53 (12)                             | 45 (7)                              | 39 (4)                              | 54 (12)                             |
| أدنى درجة حرارة °ف (°م)             | 3 (−16)                             | 11 (−12)                            | 19 (−7)                             | 21 (−6)                             | 35 (2)                              | 43 (6)                              | 54 (12)                             | 55 (13)                             | 35 (2)                              | 28 (−2)                             | 16 (−9)                             | 5 (−15)                             | 3 (−16)                             |
| الهطول إنش (مم)                     | 5.61 (142)                          | 5.39 (137)                          | 6.23 (158)                          | 3.93 (100)                          | 4.95 (126)                          | 6.60 (168)                          | 7.67 (195)                          | 6.77 (172)                          | 6.03 (153)                          | 3.23 (82)                           | 4.76 (121)                          | 4.35 (110)                          | 65.52 (1٬664)                       |
| متوسط تساقط الثلوج إنش (سم)         | 0 (0)                               | 0.1 (0.25)                          | 0 (0)                               | 0 (0)                               | 0 (0)                               | 0 (0)                               | 0 (0)                               | 0 (0)                               | 0 (0)                               | 0 (0)                               | 0 (0)                               | 0 (0)                               | 0.1 (0.25)                          |
| المصدر:                             |                                     |                                     |                                     |                                     |                                     |                                     |                                     |                                     |                                     |                                     |                                     |                                     |                                     |

## أعلام
- كاي ستيفنسون
- والت أندرسون